# 小行星8509
小行星8509是一颗围绕太阳公转的小行星。1991年3月20日，亨利·德波鸿诺在拉西拉天文台发现了此天体。
这颗小行星的绝对星等为240.6700272457329等。